# Metopoceras popovi
Metopoceras popovi är en fjärilsart som beskrevs av Edward P. Wiltshire 1980. Metopoceras popovi ingår i släktet Metopoceras och familjen nattflyn. Inga underarter finns listade i Catalogue of Life.